# オハイオ軍管区
オハイオ軍管区（Department of the Ohio）は、南北戦争初期にアメリカ合衆国陸軍省が設定した部隊管理上の地域で、オハイオ川沿いの北部諸州の部隊を管理した。

## 概要
ワシントンD.C.の陸軍総務局長一般命令第14号により、1861年5月3日にオハイオ州、インディアナ州及びイリノイ州の北軍部隊を統括する、オハイオ軍管区が設立され、その本部はシンシナティに置かれた。ジョージ・マクレラン少将が最初の司令官に任命された。マクレランは1861年春から初夏にかけて、北部（ユニオン）に残ることを希望していたバージニア州西部を占領した。彼の部隊は南軍の2つの小さな部隊を打ち破り、この地域は後にウェストバージニア州となった。
マクレランがポトマック軍司令官に任じられた後、オームスビー・ミッチェル（Ormsby M. Mitchel）准将が1861年9月から11月までオハイオ軍管区司令官を務めた。ミッチェルの司令により、軍管区の部隊はテネシー州チャタヌーガからアラバマ州ハンツビルに向かって南下したが、南軍に追い返された。その後、一半命令第97号に基づき、ドン・カルロス・ビューエル少将が軍管区司令官を受諾し、管轄する全部隊がオハイオ軍に編成され、ビューエルはオハイオ軍の司令官も兼ねた。1862年3月にオハイオ軍管区は解消され、ミシシッピ軍管区と統合された。
1862年8月19日、オハイオ軍管区は再び設立され、オハイオ州、ミシガン州、インディアナ州、イリノイ州、ウィスコンシン州、テネシー川以東のケンタッキー州を統括した。ホレイショ・ライト少将が司令官に任命された。同年9月、ウェストバージニア州も管轄地域に加えられた。1863年3月25日、アメリカ合衆国上院によってライトの昇進が否決されたため、代わってアンブローズ・バーンサイド少将がオハイオ軍管区の司令官についた。ライトは、暫くの間ケンタッキー州ルイビルで下部部隊の指揮を執った後、5月にポトマック軍第6軍団第1師団の師団長となった。バーンサイドは軍管区内の部隊を統合して、第23軍団を編成し、自身が司令官となったが、この部隊はオハイオ軍とも呼ばれた。第23軍団の一部の部隊はモーガンの襲撃（1863年6月11日-7月26日）への反撃を行ったが、この期間中に軍団としてまとまった行動はとっていない。1863年10月16日、オハイオ軍管区はテネシー軍管区及びカンバーランド軍管区とともに、ユリシーズ・グラントを総司令官とするミシシッピ方面軍（Military Division of the Mississippi）の下部組織となった。
バーンサイドは病気のためノックスビル方面作戦のサンダース砦の戦いの後に司令官を辞し、12月9日から1864年2月9日までジョン・フォスター（John G. Foster）が後任を務め、その後はジョン・マカリスター・スコフィールド少将がオハイオ軍管区司令官を務めた。戦争の残りの期間の大部分、オハイオ軍管区とオハイオ軍は同一の組織を表す。

## 参考資料
- Eicher, John H., and  Eicher, David J., Civil War High Commands, Stanford University Press, 2001, ISBN 0-8047-3641-3.
- U.S. War Department, The War of the Rebellion: a Compilation of the  Official Records of the Union and Confederate Armies, U.S. Government Printing Office, 1880–1901.